# Hausammer
Die Hausammer (Emberiza sahari) ist eine Vogelart aus der Familie der Ammern (Emberizidae). Sie kommt in Nordwestafrika vor und ist vor allem in Marokko in Dörfern und Städten vertreten. Die Art wurde erst kürzlich von der Wüstenammer (Emberiza striolata) abgetrennt; manche Autoren betrachten sie noch heute als Unterart (Emberiza striolata sahari) der Wüstenammer. Gelegentlich taucht auch der wissenschaftliche Name Emberiza striata auf.

## Beschreibung
Die Hausammer sieht der Zippammer recht ähnlich, mit rostbraunem, jedoch ungestreiftem Rücken und zimtbrauner Unterseite sowie grauem, schwarzgestricheltem Kopf und Brust, wobei Augen- und Bartstreifen aber nur schwach ausgeprägt sind. Bei den Männchen sind die Farben satter und die Kontraste ausgeprägter, bei den Weibchen insgesamt heller und schwächer. Der Schnabel ist auf der Unterseite gelb. Die Länge beträgt 14 cm, womit die Art etwas kleiner als die Zippammer ist. Von der sehr ähnlichen und gleich großen Wüstenammer unterscheidet sich die Hausammer durch eine schwächere Ausprägung der Streifen am Kopf und eine etwas hellere Unterseite sowie durch das Habitat.

## Verbreitung
Die Hausammer brütet als Standvogel in Nordwestafrika, von Marokko bis Mali und östlich bis in den Tschad. Ursprünglich in Südmarokko beheimatet, mit nur wenigen Brutplätzen nördlich des Hohen Atlas, hat sich die Art seit den 1960er Jahren nach Norden ausgebreitet und ist heute in ganz Westmarokko häufig. 2006 wurde die Hausammer erstmals in Tanger beobachtet, 2010 in der 50 km östlich gelegenen Stadt Tétouan an der Mittelmeerküste, dann auch in Ceuta, und es wird für möglich gehalten, dass die Hausammer demnächst die nur 14 km breite Straße von Gibraltar überquert und sich in Südeuropa ansiedelt.

## Lebensweise
Die Hausammer lebt und brütet meist in Nähe menschlicher Siedlungen, sowohl in Dörfern als auch mitten in Großstädten in ganz Marokko, bevorzugt, aber nicht ausschließlich, in der Medina, und ist damit ein ausgesprochener Kulturfolger. Sie lebt paarweise und in manchen Gegenden hat jedes Haus „sein“ Ammernpaar. Die Vögel sind sehr zutraulich und hüpfen oft auf der Dachterrasse, im Hof und bisweilen sogar im Zimmer umher. Von der Bevölkerung werden sie als Glücksbringer verehrt und gern gefüttert. Das Nest wird mit Strohhalmen und Fasern in einem Mauerloch gebaut. Das Weibchen legt im März zwei bis vier Eier und die Brutzeit dauert 12–14 Tage. Beim Aufziehen der Jungvögel werden oft Insekten verfüttert, sonst besteht die Nahrung hauptsächlich aus Samen.
Der Gesang ist klangvoll, mittellaut und dem des Buchfinken ähnlich. Die Männchen singen meist von einer erhöhten Warte aus.

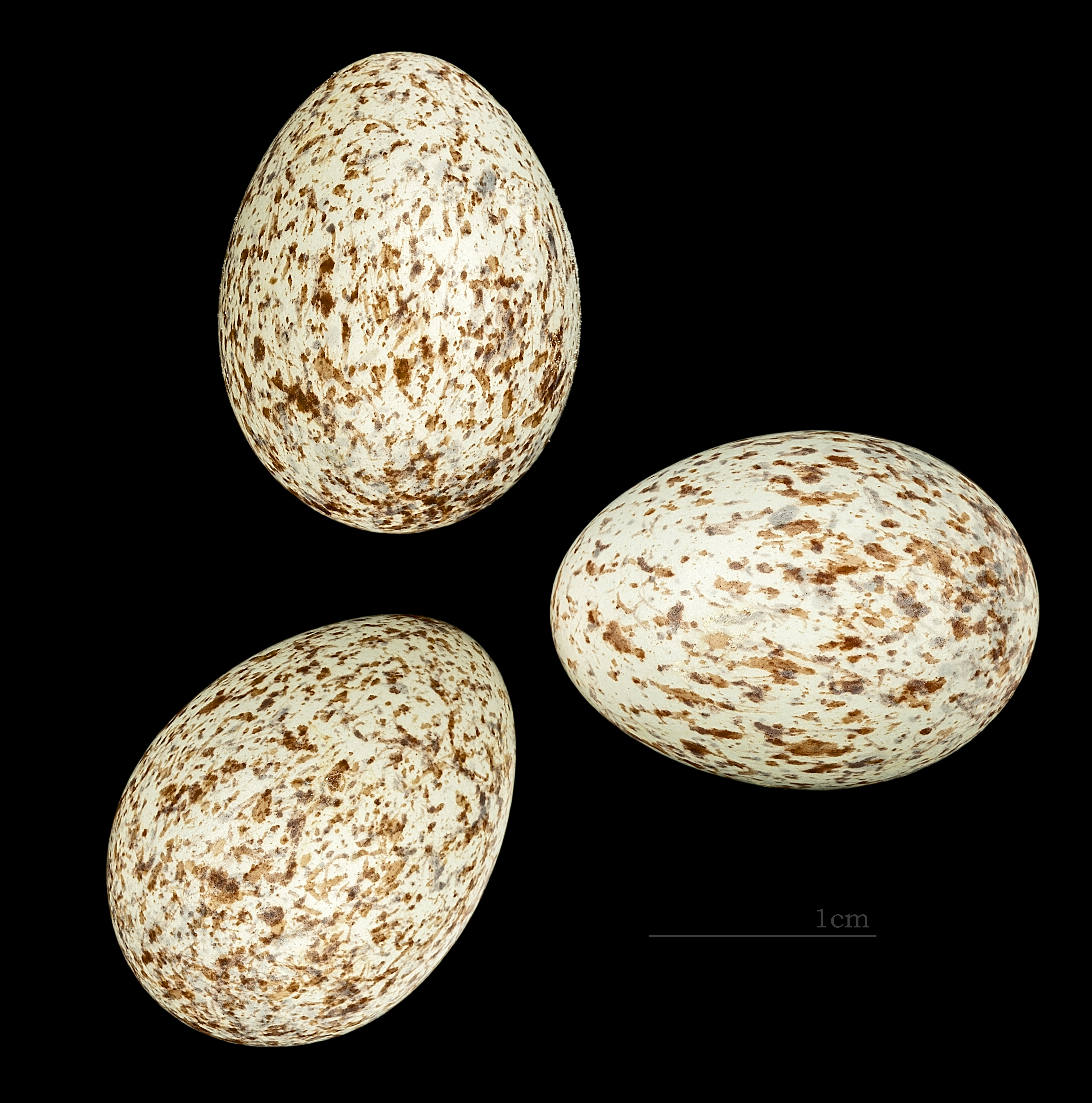
Eier der Hausammer